# Yousuf Shaaban
Yousuf Shaaban (en árabe: يوسف شعبان يوسف شعبان البوسعيدي‎; Barka, Omán, 4 de noviembre de 1984) es un exfutbolista de Omán que jugaba en la posición de delantero.

## Carrera

### Club
| Periodo   | Club         |
| --------- | ------------ |
| 2002-2011 | Dhofar Club  |
| 2011-2013 | Al-Shabab SC |
| 2013-2014 | Dhofar Club  |
| 2014-2016 | Al-Shabab SC |

### Selección nacional
Jugó para Omán en 36 ocasiones de 2003 a 2007 y anotó tres goles; participó en dos ediciones de la Copa Asiática, en los Juegos Asiáticos de 2002 y en la Copa de Naciones del Golfo de 2009.

## Logros

### Club
- Liga Profesional de Omán (1): 2004-05
- Copa del Sultán Qabus (2): 2004, 2006

### Selección nacional
- Copa de Naciones del Golfo (1): 2009

## Estadísticas

### Goles con selección nacional
| # | Fecha     | Sede                          | Rival    | Marcador | Resultado | Torneo                                               |
| - | --------- | ----------------------------- | -------- | -------- | --------- | ---------------------------------------------------- |
| 1 | 28-1-2013 | Mascate, Omán                 | Noruega  | 1-0      | 1-0       | Amistoso                                             |
| 2 | 3-9-2004  | Malé, Maldivas                | Maldivas | 2-1      | 2-1       | Amistoso                                             |
| 3 | 8-9-2004  | Jalan Besar Stadium, Singapur | Singapur | 1-0      | 2-0       | Clasificación para la Copa Mundial de Fútbol de 2006 |